# Griselda Blanco
Ana Griselda Blanco Restrepo (Cartagena de Indias, 15 de febrero de 1943-Medellín, 3 de septiembre de 2012) fue una narcotraficante y criminal colombiana, fundadora del Cartel de Medellín.
Integró la cúpula del Cartel de Medellín y fue pionera del tráfico de cocaína y el crimen en Miami durante las décadas de los 70 y 80, siendo patrocinadora de Pablo Escobar en sus inicios con el narcotráfico, y controlando las redes de distribución en esa ciudad.
Su alias más popular, "la Viuda Negra", se debe a que estuvo casada varias veces y fue sospechosa de haber causado las muertes de sus maridos. Fue, asimismo, considerada en su momento como una de las mujeres más ricas del mundo.
Tras operar impunemente durante dos décadas, fue encarcelada en 1985 por el asesinato de dos narcotraficantes cubanos, recuperando su libertad en la década de los 2000 tras hacer un trato con el FBI. Fue, junto con los hermanos Ochoa y Carlos Lehder, los únicos capos colombianos del Cartel de Medellín en ser condenados y cumplir su condena.
Murió asesinada en Colombia por un ajuste de cuentas.

## Vida personal
Griselda Blanco nació en Cartagena, Colombia, el 15 de febrero de 1943. Tiempo después, su madre decidió mudarse a Medellín. Algunas fuentes, incluido su hijo Michael, disputan su lugar de nacimiento afirmando que Griselda Blanco nació en la ciudad de Santa Marta.

A la edad de 14 años huyó del lado de su madre tras ser violada por su padrastro. Se casó con Carlos Trujillo, su primer marido, con quien tuvo tres hijos, a los que llamaron Uber, Osvaldo y Dixon. Tras el nacimiento de sus hijos Trujillo tuvo que huir, ya que Blanco lo amenazó con matarlo si seguía con ella.
En la década de 1970, con su segundo esposo Alberto Bravo, emigraron a los Estados Unidos, con domicilio en la ciudad de Queens, Nueva York, estableciendo un negocio de cocaína importante en dicho lugar.
Blanco asesinó a Alberto Bravo porque lo encontró engañándola en un bar.[cita requerida]
Su tercer marido fue Darío Sepúlveda, con quien tuvo un hijo al que llamaron Michael Corleone Sepúlveda Blanco. El padre, tras una serie de conflictos de pareja termina asesinado en Medellín por llevarse a su hijo.[cita requerida]
Se cree que mató a sus esposos (algo que ella negaba), de ahí su apodo Viuda negra, igual que las arañas con el mismo nombre, pues mantenía relaciones con estos hombres y acababan muertos.

### Actividad delictiva
En abril de 1975, Griselda Blanco fue acusada de cargos federales por conspiración de drogas, junto con 30 de sus subordinados, en lo que en ese momento fue el caso más grande sobre tráfico de cocaína en la historia. Blanco huyó a Colombia antes de que pudiera ser detenida, pero a finales de los años 1980 regresó a Miami.
A Blanco se la conoce por haber participado en la violencia relacionada con la droga conocida como la "Cocaine Cowboys Wars" que afectó a Miami desde mediados de la década de 1970 hasta principios de la década de 1980. En 1994 fue acusada por las muertes de los narcotraficantes cubanos Alfredo y Grizel Lorenzo y del menor Johnny Castro.
Al presionar a uno de sus lugartenientes, la Oficina del Condado de Miami-Dade y el Fiscal del Estado obtuvieron pruebas suficientes para acusarla de los tres homicidios. Sin embargo, el caso se vino abajo por un tecnicismo que le permitió salvarse de una nueva condena y Blanco fue puesta en libertad el 6 de junio de 2004, luego de pasar diez años en la cárcel.
En 2008 hizo contacto, según el FBI, con Alexander, conocido como el "Yedai", al que la Interpol relacionó con actos delictivos, asesinatos y distribución de drogas en Ecuador.
Blanco fue deportada a Colombia en 2004. Antes de su muerte en 2012, fue vista por última vez en el Aeropuerto Internacional El Dorado.

## Asesinato
En la tarde del 3 de septiembre de 2012, Griselda Blanco fue atacada con un arma de fuego. Griselda recibió dos disparos en la carnicería Cardiso en la esquina de la calle 30; un hombre armado de 25 años de edad se bajó de la parte trasera de una moto fuera de la tienda, sacó una pistola y disparó dos veces a Blanco en la cabeza, para luego salir con calma caminando de regreso a su moto y desaparecer de la ciudad. Fue llevada a la Unidad Intermedia de Belén, donde murió a los 69 años de edad.

## En la cultura popular

### Series de televisión
- Pablo Escobar, el patrón del mal (2012), interpretada por Luces Velásquez, para Caracol Televisión (se le cambió el nombre por el de Graciela Rojas).
- La viuda negra (2014), interpretada por Ana Serradilla, para Caracol Televisión.
- Cocaine Godmother (2017), interpretada por Catherine Zeta-Jones, para Lifetime y Lionsgate.
- Paraíso blanco (2023), interpretada por Lina Tejeiro, para Caracol Televisión y Vix.
- Griselda (2024), interpretada por Sofía Vergara, para Netflix.

### Películas
- Queen of Cocaine (2023), interpretada por Gunes Akyilidz, Julio Alvarado y Robert Bustamante, para Tubi.

### Música
- Griselda Records, sello discográfico estadounidense de hip-hop, fundado por Mach-Hommy, Conway the Machine y Westside Gunn.